# CA14
CA14 (англ. Carbonic anhydrase 14) – білок, який кодується однойменним геном, розташованим у людей на короткому плечі 1-ї хромосоми.  Довжина поліпептидного ланцюга білка становить 337 амінокислот, а молекулярна маса — 37 668.
| 10         |  | 20         |  | 30         |  | 40         |  | 50         |
| ---------- |  | ---------- |  | ---------- |  | ---------- |  | ---------- |
| MLFSALLLEV |  | IWILAADGGQ |  | HWTYEGPHGQ |  | DHWPASYPEC |  | GNNAQSPIDI |
| QTDSVTFDPD |  | LPALQPHGYD |  | QPGTEPLDLH |  | NNGHTVQLSL |  | PSTLYLGGLP |
| RKYVAAQLHL |  | HWGQKGSPGG |  | SEHQINSEAT |  | FAELHIVHYD |  | SDSYDSLSEA |
| AERPQGLAVL |  | GILIEVGETK |  | NIAYEHILSH |  | LHEVRHKDQK |  | TSVPPFNLRE |
| LLPKQLGQYF |  | RYNGSLTTPP |  | CYQSVLWTVF |  | YRRSQISMEQ |  | LEKLQGTLFS |
| TEEEPSKLLV |  | QNYRALQPLN |  | QRMVFASFIQ |  | AGSSYTTGEM |  | LSLGVGILVG |
| CLCLLLAVYF |  | IARKIRKKRL |  | ENRKSVVFTS |  | AQATTEA    |  |            |

A: Аланін

C: Цистеїн

D: Аспарагінова кислота

E: Глутамінова кислота

F: Фенілаланін

G: Гліцин

H: Гістидин

I: Ізолейцин

K: Лізин

L: Лейцин

M: Метіонін

N: Аспарагін

P: Пролін

Q: Глутамін

R: Аргінін

S: Серин

T: Треонін

V: Валін

W: Триптофан

Кодований геном білок за функціями належить до ліаз, фосфопротеїнів. 
Білок має сайт для зв'язування з іонами металів, іоном цинку. 
Локалізований у мембрані.